# Dryomys laniger
Espèce
Statut de conservation UICN

 DD  : Données insuffisantes
Dryomys laniger, le Lérotin laineux, est une espèce de rongeurs de la famille des Gliridae.

## Distribution
Cette espèce est endémique de Turquie.

## Classification
L'espèce n'a été identifiée qu'en 1968 par Heinz Felten et Gerhard Storch. Elle est encore classée par certains auteurs dans la famille des Myoxidés dans le sous-ordre des Myomorpha.

## Publication originale
- Felten & Storch, 1968 : Eine neue Schlafter-Art, Dryomys laniger n. sp. aus Kleinasien (Rodentia: Gliridae). Senckenbergiana Biologica, vol. 49, no 6, p. 429-435.